# Podróż po Warszawie
Podróż po Warszawie – operetka komiczna Adolfa Gustawa Sonnefelda w siedmiu obrazach. Autorem libretta był Feliks Schober. Prapremiera odbyła się Warszawie 16 września 1876.

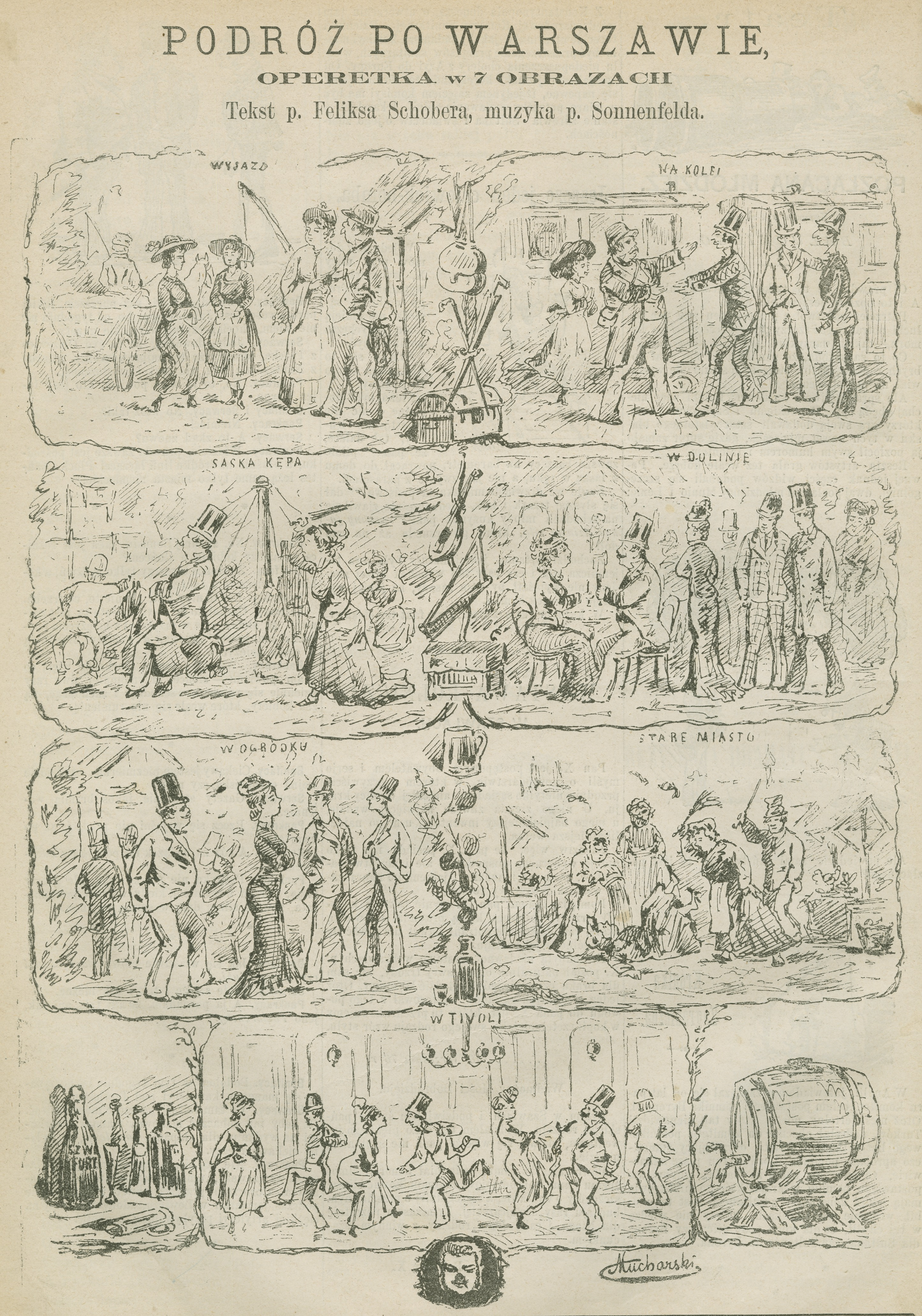
Podróż po Warszawie - ilustracje w czasopiśmie "Mucha" (1876).

## Treść
W podróż do Warszawy wybiera się rodzina Fafułów ze wsi Woli Ogon: Barnaba, Kunegunda oraz ich córki: Kizia i Kocia. Celem tej podróży jest wydanie za mąż panienek za bogatych panów z wielkiego miasta. Już na dworcu kolei warszawsko wiedeńskiej spotykają grupkę miejscowych cwaniaków (Wilhelma, Edwarda, Kazimierza i Józia Grojseszyka) polujących na posażne panny. Panowie porywają panienki w podróż po najciekawszych atrakcjach Warszawy. Zwiedzają Saską Kępę, udają się na koncert do "Doliny Szwajcarskiej" oraz na do teatrzyku ogródkowego "Tivoli", gdzie oglądają Typy warszawskie, a następnie uczestniczą w balu. Nieoczekiwanie okazuje się, że panny Kicia i Kocia wcale nie mają posagu - warszawscy cwaniacy tracą więc zainteresowanie ożenkiem. Na szczęście nieustraszonymi kandydatami do ich ręki pozostają ich wiejscy sąsiedzi: Pafcio i Gapcio.

## Spektakl radiowy
W 1961 r. w Teatrze Polskiego Radia wyemitowano spektakl Podróż po Warszawie w adaptacji i reżyserii Rudolfa Ratschki.